# 汪文盛
汪文盛（1488年—1543年），字希周，號白泉，湖廣武昌府崇陽縣（今湖北省崇陽縣）人，明朝政治人物、進士出身。

## 生平
正德五年（1510年）庚午科湖广乡试第十六名舉人，正德六年（1511年），登辛未科會試第一百七十一名，三甲三十一名進士，授饒州府推官，曾經治理顧嵩案。歷升兵部主事、兵部武选司郎中，明武宗南巡之爭中與同僚共同進諫，被施杖刑。
嘉靖初年（1522年），升任福州府知府，升山东按察司副使。嘉靖八年十二月复除浙江副使，提督學政，丁憂歸。服闋，十四年三月复除陕西提学副使，六月擢雲南按察使。嘉靖十五年（1536年）十一月，朝廷商議討伐安南，其以文盛才，拜都察院右僉都御史，巡撫雲南。黔國公沐朝輔仍然年幼，所以兵事均由汪文盛決斷。副使鮑象賢稱進剿不如撫恤，得到汪文盛贊同，一同平定莫登庸篡位。授文淵四品章服，平亂，但其賞賜僅有銀幣等。嘉靖二十年（1541年）召為大理寺卿，不久因患病辭職致仕。嘉靖二十二年卒，享年五十六。著有《白泉文集》。

## 家族
曾祖汪德亨。祖父汪琏，壽官。父汪藻；母夏氏。兄汪文明、弟汪文正。
继子汪宗伊，侄子汪宗元、汪宗凱、汪宗召。